# Stagione di college football 2008
La stagione di college football NCAA Division I FBS 2008 negli Stati Uniti organizzata dalla National Collegiate Athletic Association (NCAA) per la Division I Football Bowl Subdivision (FBS), il livello più elevato del football universitario, è iniziata il 28 agosto e la sua stagione regolare si è conclusa il 6 dicembre 2008. La finale si è disputata l'8 gennaio 2009 al Dolphin Stadium di Miami Gardens. Vi parteciparono le prime due classificate del Bowl Championship Series (BCS): i Florida Gators n.2 (n.1 nella classifica dell'Associated Press) e gli Oklahoma Sooners n.1 (numero 2 nella classifica AP). Florida batté Oklahoma con un punteggio di 24–14 vincendo il suo secondo titolo BCS in tre anni e il terzo in assoluto. Gli Utah Utes furono selezionati come campioni nazionali da Anderson & Hester dopo avere battuto gli Alabama Crimson Tide nello Sugar Bowl 2009, chiudendo la stagione come unica squadra imbattuta della nazione.

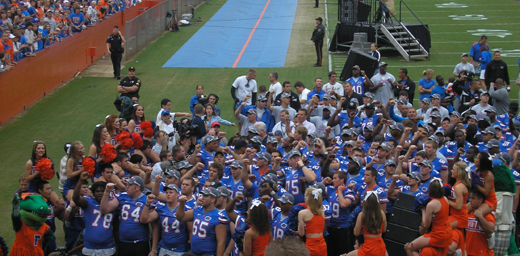
I festeggiamenti dei Florida Gators al Florida Field (11 gennaio 2009) dopo la vittoria del titolo

## Premi e onori

### Heisman Trophy
L'Heisman Trophy è assegnato ogni anno al miglior giocatore.
Classifica finale
| Giocatore        | College        | Ruolo | 1º  | 2º  | 3º  | Totale |
| ---------------- | -------------- | ----- | --- | --- | --- | ------ |
| Sam Bradford     | Oklahoma       | QB    | 300 | 315 | 196 | 1.726  |
| Colt McCoy       | Texas          | QB    | 266 | 288 | 230 | 1.604  |
| Tim Tebow        | Florida        | QB    | 309 | 207 | 234 | 1.575  |
| Graham Harrell   | Texas Tech     | QB    | 13  | 44  | 86  | 213    |
| Michael Crabtree | Texas Tech     | WR    | 3   | 27  | 53  | 116    |
| Shonn Greene     | Iowa           | RB    | 5   | 9   | 32  | 65     |
| Pat White        | West Virginia  | QB    | 3   | 1   | 8   | 19     |
| Nate Davis       | Ball State     | QB    | 0   | 1   | 8   | 10     |
| Rey Maualuga     | USC            | LB    | 2   | 1   | 1   | 9      |
| Javon Ringer     | Michigan State | RB    | 1   | 0   | 5   | 8      |

### Altri premi al miglior giocatore
- Maxwell Award (miglior giocatore): Tim Tebow
- Walter Camp Award (miglior giocatore): Colt McCoy